# 福伊特Maxima柴液機車
福伊特Maxima柴液機車，是由福伊特的子公司Voith Turbo Lokomotivtechnik GmbH＆Co. KG制造的柴油液體傳動机車，额定功率为3600千瓦，是世界上單機輸出功率最大的柴液机车， 最初的兩個型號Maxima 30CC和Maxima 40CC使用盎格鲁-比利时公司（Anglo-Belgian）的中速柴油機，為六轴C'C'配置。2008年增加了四轴B'B'配置車型Maxima 20BB。 
2010年1月，捷克公司Lostr（在2010年9月更名为Legios）得到授權生产福伊特Maxima机车，以Legios General的名称销售。  

## 技术
車体全钢制，两个駕駛舱都有两个座位（一个座位供司机員，一个座位供預備司機員或指導員使用），并具有标准化的，符合人体工学的控制台，也装有空调，以满足当今运行条件的需求。 
由比利时发动机制造商盎格鲁-比利时公司的16VDZC或12VDZC引擎提供动力，额定功率分别为3600  千瓦或2,750   kW，机车最高时速可达120  公里/小时（160   km / h（可选），最大牵引力为519  千牛 ，常規牵引力是408  千牛。使用的變速箱為 LS 640 reU2“ Turbosplit”变速箱，可為每个转向架进行单独的牵引和空轉控制。 这是第一个装备这项新技术的机车系列。制軔设备包括电子控制氣壓軔機與发动机压缩軔機。 最小曲率半径为80公尺。 根据配置，机车最多可容纳9,000或10,000升燃料。 

## 型號
福伊特最初提供兩型號：最强大的型號是功率為3,600千瓦的的Maxima 40CC，可牽引高达3,000吨的重型貨運列車。 功率较小的型號是具有2,750千瓦的Maxima 30CC，主要用于牽引最大载重量为2500吨以下的貨運列車或客運列車。  2007年又加入了Maxima 20BB型號。 